# 米科拉伊夫卡 (普洛多羅德內市鎮)
47°5′26″N 35°16′19″E / 47.09056°N 35.27194°E
米科拉伊夫卡（烏克蘭語：Миколаївка）是烏克蘭的村落，位於該國東南部扎波羅熱州，由梅利托波爾區的普洛多羅德內市鎮負責管轄，始建於1825年，面積0.09平方公里，海拔高度77米，2001年人口178，人口密度每平方公里1977.8人。